# Cantón de Labrit
El cantón de Labrit era una división administrativa francesa, que estaba situada en el departamento de Landas y la región de Aquitania.

## Composición
El cantón estaba formado por nueve comunas:
- Bélis
- Brocas
- Canenx-et-Réaut
- Cère
- Garein
- Labrit
- Le Sen
- Maillères
- Vert

## Supresión del cantón de Labrit
En aplicación del Decreto n.º 2014-181 de 18 de febrero de 2014, el cantón de Labrit fue suprimido el 22 de marzo de 2015 y sus 9 comunas pasaron a formar parte del nuevo cantón de Alta Landa Armañac.